# 川条志嘉
川条 志嘉（かわじょう しか、1970年1月25日 ‐ ）は、日本の政治家、シンガーソングライター。元衆議院議員（1期）。認定心理士。松下政経塾出身。

## 人物
3歳より大阪府大阪市在住。大阪府立北野高等学校から東京大学へ進み、当時、教養学部後期課程教養学科第一にあった人間行動学分科（後の生命・認知科学科の前身のひとつ）で視覚心理学を専攻した。
第一回サンミュージック・スプラッシュドリームオーディションで歌手部門優秀賞受賞。
その後、シンガーソングライターを目指し、作曲家・江口浩司に師事した。
その後、インディーズで数曲入ったCDを発売し地元大阪で、FMに出演。発売されたCDの中には、フリスキーのペットの詩コンテストで、優秀賞を受賞した「うちのふくちゃん」という歌も、含まれている。
その後松下政経塾24期生となる。
松下政経塾を早期修了の後、第20回参議院議員通常選挙に和歌山県選挙区から民主党公認で出馬。自作の曲を街頭で歌い、年金改革等批判した。自民党現職の鶴保庸介に破れ、落選。
その後、郵政民営化法案に対し、大阪二区を地盤とする左藤章が、青札を出し、自民党から追放されたため、大阪二区が空白区となったため、自由民主党が公募し、それに合格。第44回衆議院議員総選挙に急遽大阪2区から出馬。構造改革支持、郵政民営化をはじめとする既得権益の廃止を訴え、女性の社会進出を訴え、自称自民党の郵政民営反対派の左藤章を抑えて当選。
一方で、2009年8月30日の第45回衆議院議員総選挙にも自民党公認で出馬したが、左藤との間で自民票が分裂し民主党公認の萩原仁が当選。川条は落選した。
川条の落選を受け、2010年に自民党が次期衆院選の公募を大阪2区で実施したが、川条は「左藤を復党させることが決まっているのに、公募をして形式だけ整えようとしている」と訴えた。その後2012年11月26日付で自民党を離党し、翌12月の第46回衆議院議員総選挙には大阪2区から無所属で立候補したが、落選した。

## 略歴

### 経歴
- 1970年1月25日 - 誕生。
- 1982年3月 - 大阪市立啓発小学校卒業。
- 1985年3月 - 大阪市立三国中学校卒業。
- 1988年3月 - 大阪府立北野高等学校卒業
- 1995年 -『サンミュージック・スプラッシュドリームオーディション歌手部門優秀賞』受賞。
- 1996年3月 - 東京大学教養学部教養学科第一人間行動学分科卒業。
- 1996年 - ドイツ語通訳・新大阪入社。
- 2003年 - 松下政経塾入塾（第24期生）。
- 2004年4月 - 松下政経塾早期修了。
- 2004年 - ドイツ語通訳・新大阪事務所入社。
- 2005年 - 企画会社代表取締役就任。
- 2005年 - 第45回衆議院議員総選挙で大阪2区より小選挙区当選を果たす
- 2006年 - 3月 - 松下政経塾卒塾。

### 政歴
- 2004年7月11日 - 第20回参議院議員通常選挙（和歌山選挙区・民主党公認）落選。
- 2005年9月11日 - 第44回衆議院議員総選挙（大阪府第2区・自由民主党公認）当選。
- 2009年8月30日 - 第45回衆議院議員総選挙（大阪府第2区・自民党公認）落選。
- 2012年12月16日 - 第46回衆議院議員総選挙（大阪府第2区・無所属）落選。